# Hebe barkeri
Hebe barkeri is een soort uit de weegbreefamilie (Plantaginaceae). De soort is endemisch op de Chathameilanden, ongeveer 800 km gelegen ten oosten van het Zuidereiland van Nieuw-Zeeland. Ooit kwam deze boomsoort veelvuldig voor in de bossen op de Chathameilanden, maar op de huidige dag zijn de aantallen van de soort gereduceerd tot vier sub-populaties en enkele verspreide individuen. De soort staat op de Rode Lijst van de IUCN geklasseerd als 'kwetsbaar'.